# Пјер Буге
Пјер Буге (фр. Pierre Bouguer, 16. фебруар 1698 — 15. август 1758) био је француски хидрограф, математичар и физичар.

## Биографија
Већ након првих објављених радова о магнетској деклинацији и начинима астрономских опажања на мору, постао је 1731. године члан Француске академије наука. Заједно са Шарлом ла Кондамином и Лујем Годином, Буге 1735-42. године учествује у перуанским градусним мерењима на одређивању дужине степена меридијанског лука на екватору. Године 1748. конструисао је хелиометар кога је касније усавршио Јозеф Фраунхофер. Одредио је величину поправке за редукцију мерних вредности убрзања силе Земљине теже. У мемоарима Академије наука објавио је научне расправе о густини атмосфере, атмосферској рефракцији, навигацији и пилотажи пловних објеката. 